# Parti libéral (Corée du Sud)
Le Parti libéral (hangul : 자유당 ; hanja : 自由黨 ) était un parti politique établi en Corée du Sud en 1951 par Syngman Rhee.

## Histoire
À l'approche des élections présidentielles de 1952, Rhee a annoncé son intention d'organiser un parti lors de son discours du 15 août 1951.   Rhee a appelé Yi Bum-seok, alors ambassadeur en Chine, et l'a chargé de créer le parti libéral. Yi a utilisé comme point de départ la solide base organisationnelle de la " Ligue nationaliste de la jeunesse de Chosun " et a incorporé les cinq principales organisations: " Conseil des citoyens coréens ", " Fédération coréenne du travail ", " Fédération des paysans ", Conseil coréen des femmes " -organisations sous le Parti libéral.

## Résultats des élections

### Élection présidentielle
| Élection | Candidat     | Voix      | Résultat    |
| -------- | ------------ | --------- | ----------- |
| 1952     | Syngman Rhee | 5 238 769 | Élu         |
| 1956     | Syngman Rhee | 5 046 437 | Élu         |
| 03/1960  | Syngman Rhee | 9 633 376 | Démissionne |